# 누할크어
누할크어(Nuxalk) 또는 벨라쿨라어(Bella Coola)는 캐나다의 원주민 누할크족이 사용하는 세일리시어족의 언어로, 오늘날에는 캐나다 브리티시컬럼비아주의 벨라쿨라 지역에 극소수의 화자가 남아있는 소멸위기 언어이다.

## 분포
오늘날 누할크어는 와카시어족과 애서배스카어파 언어를 사용하는 부족들에 둘러쌓인 브리티시컬럼비아주의 벨라쿨라 지역에서만 사용된다. 한때 100개가 넘는 정착지에서 다양한 방언으로 사용되었지만, 오늘날에는 이러한 정착지 대부분이 버려지고 방언 차이가 거의 사라졌다.

## 계통
누할크어는 세일리시어족(Salishan) 내에서 독자적인 분파를 이룬다. 해안 세일리시어파 및 내륙 세일리시어파와 비교할 때, 어휘 유사성의 거리는 비슷하지만 음운론적 · 형태론적 특징(인두음의 부재, 뚜렷한 성 표지의 존재 등)은 해안 세일리시어파에 더 가깝다. 또한 누할크어는 인접한 북와카시 언어들(특히 헤일처크어)이나 이웃한 애서배스카어, 침시안어로부터 많은 어휘를 차용했다.

## 같이 보기
- 세일리시어족